# Iwan Subbotin
Iwan Pietrowicz Subbotin (ros. Иван Петрович Субботин, ur. 27 lutego 1915 we wsi Bałyklej w obwodzie tambowskim, zm. 26 sierpnia 1980 w Rostowie nad Donem) – radziecki generał major, Bohater Związku Radzieckiego (1945).

## Życiorys
W 1936 ukończył technikum rolnicze i został zootechnikiem, w lutym 1937 został powołany do Armii Czerwonej, w 1939 skończył wojskową szkołę łączności w Charkowie. We wrześniu 1939 uczestniczył w agresji ZSRR na Polskę (pochodzie Armii Czerwonej w Zachodniej Białorusi), a 1939/1940 w wojnie z Finlandią, w której był ranny. Od czerwca 1941 brał udział w wojnie z Niemcami na Froncie Południowo-Zachodnim, później Południowym, Stalingradzkim, Dońskim, ponownie Południowo-Zachodnim, 3 Ukraińskim i 1 Białoruskim, od października 1943 jako dowódca pułku piechoty. Od stycznia do września 1944 uczył się na wyższych kursach doskonalenia dowódczej kadry piechoty „Wystrieł”, po czym został skierowany na front. W styczniu-lutym 1945 jako dowódca 266 gwardyjskiego pułku piechoty 88 Gwardyjskiej Dywizji Piechoty 8 Gwardyjskiej Armii 1 Frontu Białoruskiego w stopniu podpułkownika uczestniczył w operacji warszawsko-poznańskiej, m.in., forsowaniu Warty i Odry i wyzwoleniu Biedruska, był ranny w walkach. W 1948 ukończył Akademię Wojskową im. Frunzego, a w 1953 Wojskową Akademię Sztabu Generalnego, służył w Kijowskim Okręgu Wojskowym i potem w Karpackim Okręgu Wojskowym. Jesienią 1956 brał udział w likwidacji powstania na Węgrzech, następnie 1956–1964 służył w Południowej Grupie Wojsk na Węgrzech, gdzie objął dowództwo dywizji i został awansowany na generała majora. W 1973 zwolniono go do rezerwy.

## Odznaczenia
- Złota Gwiazda Bohatera Związku Radzieckiego (24 marca 1945)
- Order Lenina (24 marca 1945)
- Order Czerwonego Sztandaru (trzykrotnie, m.in. 21 stycznia 1943)
- Order Bohdana Chmielnickiego II klasy (22 lutego 1944)
- Order Czerwonej Gwiazdy (trzykrotnie)
- Medal „Za obronę Stalingradu”
- Medal „Za wyzwolenie Warszawy”
- Medal „Za zdobycie Berlina”
- Krzyż Walecznych (Polska Ludowa)

I inne.